# Villers-en-Ouche
Villers-en-Ouche ist eine Ortschaft und eine ehemalige französische Gemeinde im Département Orne in der Region Normandie. Sie gehörte zum Arrondissement Mortagne-au-Perche und zum Kanton Rai. Die Einwohner werden Villerois genannt.
Mit Wirkung vom 1. Januar 2016 wurden die bisherigen Gemeinden La Ferté-Frênel, Anceins, Bocquencé, Couvains, Gauville, Glos-la-Ferrière, Heugon, Monnai, Saint-Nicolas-des-Laitiers und Villers-en-Ouche zu einer Commune nouvelle mit dem Namen La Ferté-en-Ouche zusammengeschlossen und haben in der neuen Gemeinde den Status einer Commune déléguée mit 316 Einwohnern (Stand: 1. Januar 2022). Der Verwaltungssitz befindet sich im Ort La Ferté-Frênel.

## Geographie
Villers-en-Ouche liegt etwa 60 Kilometer nordnordöstlich von Alençon.

## Bevölkerungsentwicklung
| Jahr                      | 1962 | 1968 | 1975 | 1982 | 1990 | 1999 | 2006 | 2013 |
| Einwohner                 | 399  | 378  | 368  | 338  | 330  | 304  | 343  | 347  |
| Quelle: Cassini und INSEE |      |      |      |      |      |      |      |      |

## Sehenswürdigkeiten
- Kirche Saint-Pierre aus dem 16. Jahrhundert
- Herrenhaus aus dem 17./18. Jahrhundert mit Taubenschlag aus dem 15. Jahrhundert, jeweils Monument historique